# Les Fleurs du mal

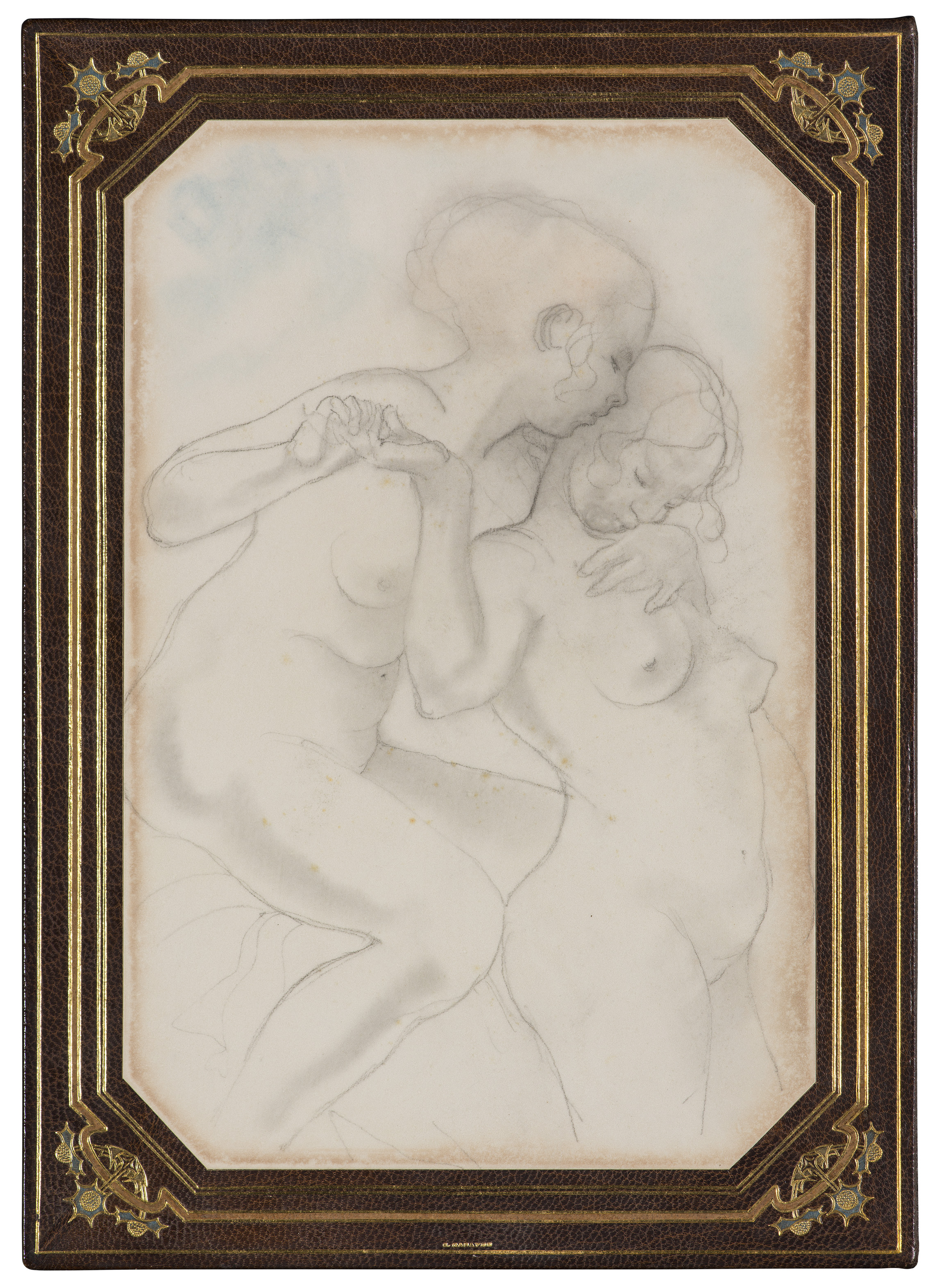
Armand Rassenfosse, illustratie voor Les Fleurs du Mal, collectie Koning Boudewijnstichting

Les Fleurs du mal (De bloemen van het kwaad) is de belangrijkste dichtbundel van de Franse dichter Charles Baudelaire. Baudelaire begon in 1843 aan deze bundel. De eerste uitgave dateert uit 1857 en de laatste waaraan de dichter zelf heeft gewerkt uit 1861. 

## Censuur
Onder het Tweede Franse Keizerrijk (Second Empire) werden auteur en uitgever vervolgd wegens schending van de goede zeden. Als gevolg daarvan moest Baudelaire een boete van 300 frank betalen en zijn uitgever Auguste Poulet-Malassis 100 frank. Zes van de gedichten uit de bundel die te aanstootgevend bevonden werden mochten niet meer gepubliceerd worden: "Lesbos", "Femmes damnées (À la pâle clarté)" (Verdoemde vrouwen), "Le Léthé", "À celle qui est trop gaie" (Aan haar die te vrolijk is), "Les Bijoux" (De Juwelen) en "Les Métamorphoses du Vampire" (De metamorfosen van de vampier). Het zou tot 1949 duren voor dit verbod tot publicatie door het Franse Hof van Cassatie zou worden opgeheven.

## Inhoud
Het eerste en belangrijkste gedeelte van de bundel heet Spleen et Idéal (Spleen en Ideaal). Vijfentachtig van de honderdzesentwintig gedichten behoren tot deze cyclus en het merendeel van de wezenlijke thema's van Baudelaire is hier aanwezig.

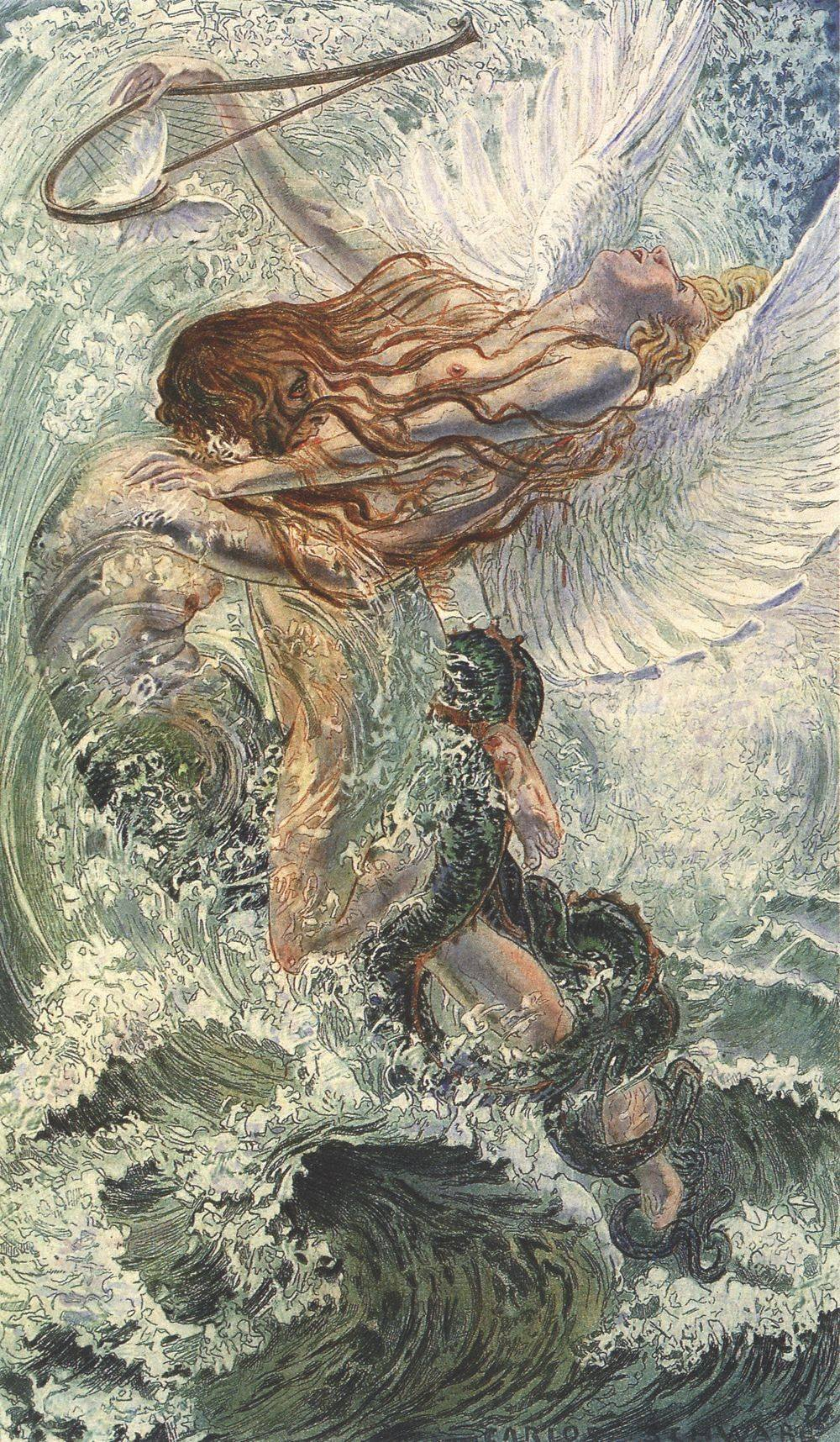
Spleen et Ideal, ill. Schwabe, 1900

De titel, Spleen en Ideaal, is belangrijk. Baudelaire is immers dé dichter van het spleen, de zwaarmoedigheid. Het Engelse woord werd in Frankrijk al tegen het einde van 18e eeuw gebruikt bij romantici als Musset en O'Neddy maar Baudelaire zou de term aanzienlijk verrijken. Voortaan ging het niet meer over een melancholie gerelateerd aan de kwalijke uitwassen van de moderne tijd (lees: 1830), maar om een absolute, existentiële verveling (ennui), die zo zwaar is dat ze verlammend wordt. Maar Baudelaire is evenzeer de dichter van het Ideaal, van het streven naar de perfectie, naar de wereld van de Ideeën waar elke verplichting wordt uitgewist.
Het is eveneens in Spleen et Idéal dat Baudelaire de thema's van de kunst en de liefde behandelt. De kunst roept natuurlijk het heelal van de droom op, van de verbeeldingskracht, daar waar de Geest over de wereld regeert en ontsnapt aan de Tijd; maar de kunst, voor Baudelaire, wordt eveneens gedomineerd door de Schoonheid, koud zoals het te veroveren marmer, moeilijk beheersbaar, bijna onbereikbaar. De dualiteit ideaal/spleen is een spel, net zoals het spel waarin Baudelaire het thema van de liefde behandelt. In feite kan de sensualiteit die door Jeanne Duval wordt geïnspireerd net zo goed leiden tot dromerige bedwelming als tot een scherp gevoel van verlies. De geestelijke liefde (Mevrouw Sabatier) kan Baudelaires streven naar het Ideaal belichamen, maar het verhindert de dichter niet in 1861 in "de Bloemen van het Kwaad" de nederlaag van de Mens tegenover de Tijd te constateren.

## Vertaling
De eerste volledige Nederlandse vertaling van Les Fleurs du mal, van de hand van de Vlaamse dichter en vertaler Bert Decorte, dateert uit 1946 en heet De bloemen van den booze. In latere vertalingen, o.a. van Menno Wigman (1989), Petrus Hoosemans (1995) en Peter Verstegen (1995), luidt de Nederlandse titel De bloemen van het kwaad. Paul Claes vertaalde een selectie van vijftig gedichten onder de titel Zwarte Venus (2016).